# Ferdinand Muschik
Ferdinand Josef Muschik (* 31. Oktober 1914 in Wien; † 26. Mai 2013 ebenda) war ein österreichischer Leichtathlet, der im Langstreckenlauf und im Hindernislauf antrat.

## Sportliche Karriere
Ferdinand Muschik begann beim Arbeiter-Turnverein Meidling und war später meist bei Rapid Wien, nur von 1945 bis 1948 trat er für den Post SV Wien an. Muschik gewann 27 österreichische Meistertitel. Von 1935 bis 1949 erlief er sieben Titel im 5000-Meter-Lauf. Hinzu kamen bis 1950 neun Titel über 10.000 Meter. 1952 und 1954 siegte er im 25-Kilometer-Straßenlauf. Fünf Titel erkämpfte er im Geländelauf. Viermal gewann er die Meisterschaft im 3000-Meter-Hindernislauf. Nach dem Anschluss Österreichs trat Muschik auch bei den Deutschen Meisterschaften 1939, 1940 und 1941 an und wurde 1941 Zweiter über 3000 Meter Hindernis hinter Rolf Seidenschnur.
2005 erhielt Muschik die Goldene Medaille für Verdienste um die Republik Österreich.